# Grigorios Aggelidis

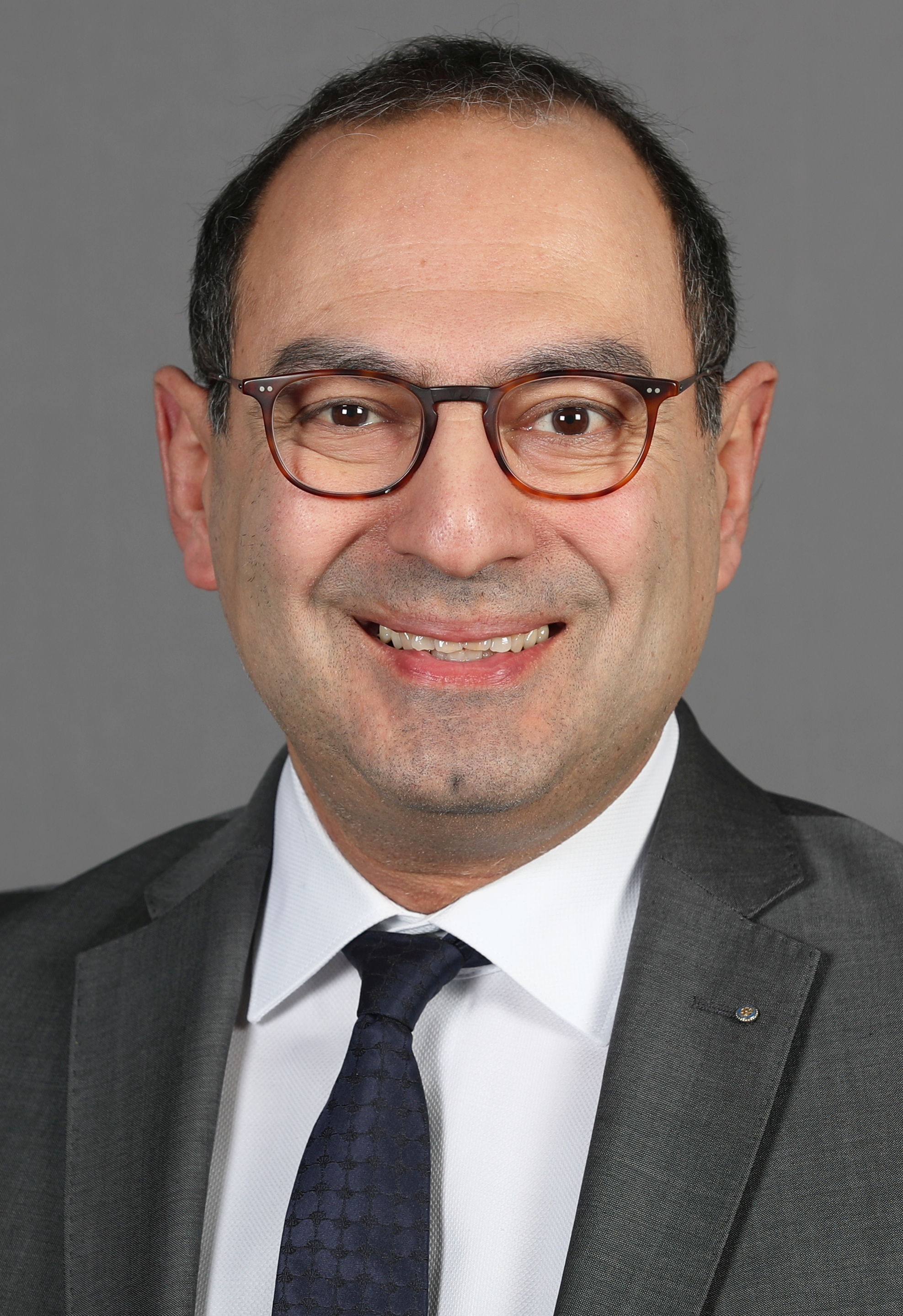
Grigorios Aggelidis (2020)

Grigorios Aggelidis (* 19. August 1965 in Hannover) ist ein deutscher Unternehmer und Politiker (FDP) griechischer Herkunft. Bei der Wahl zum 19. Deutschen Bundestag wurde Aggelidis am 24. September 2017 über die Niedersächsische Landesliste der FDP in den Bundestag gewählt. Im 19. Deutschen Bundestag war er senioren- und familienpolitischer Sprecher der FDP-Bundestagsfraktion.

## Leben

### Ausbildung und Beruf
Grigorios Aggelidis wurde 1965 in Hannover geboren. Er wuchs dort als Sohn einer Arbeiterin und eines Einzelhändlers auf. Einen Teil seiner Kindheit verbrachte er in Griechenland. Von 1971 bis 1974 besuchte er die Schule in Griechenland, danach kehrte er nach Deutschland zurück. Nach seinem Abitur 1986 und einer anschließenden Bankkaufmannslehre bei der Dresdner Bank AG arbeitete Aggelidis in der Finanzwirtschaft. Von 1989 bis 1993 war er weiterhin bei der Dresdner Bank AG tätig, bevor er bis 2001 bei der Dresdner Vermögensberatung GmbH arbeitete. Seit 2008 ist er Angestellter bei der Geneon-Vermögen AG Hamburg und seit 2010 Mitinhaber.
Heute ist Aggelidis unter anderem Mitinhaber einer unabhängigen Hamburger Vermögensverwaltung und Partner bei MackelSiemers in Bremen. Aggelidis ist griechisch-orthodoxer Konfession, verheiratet und hat zwei Kinder. Er lebt in Laatzen.

### Abgeordneter und Parteitätigkeit
Aggelidis ist seit 2012 Mitglied der Freien Demokraten. Von Januar 2016 bis Juni 2017 war er Schatzmeister der FDP Neustadt am Rübenberge.

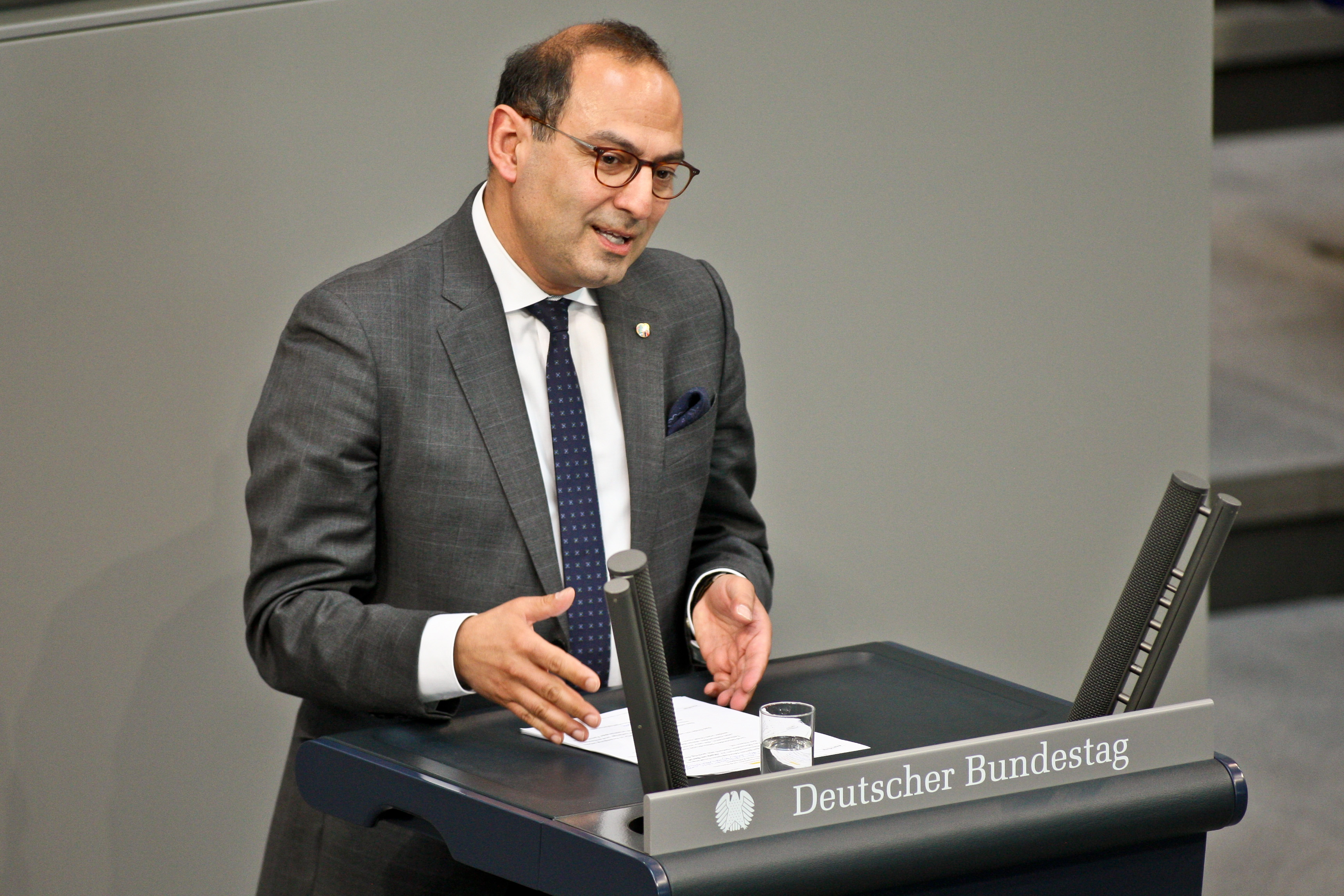
Grigorios Aggelidis im Plenum des Deutschen Bundestages (2018)

Die Landesvertreterversammlung der niedersächsischen FDP wählte Aggelidis im März 2017 auf den dritten Listenplatz für die Bundestagswahl 2017. Zusätzlich kandidierte Aggelidis im Bundestagswahlkreis Hannover-Land I. Bei der Bundestagswahl gewann die FDP in Niedersachsen 9,3 Prozent der Zweitstimmen, damit zog unter anderem auch Aggelidis in den 19. Deutschen Bundestag ein. In seinem Wahlkreis erlangte er mit 10,5 Prozent den dritten Platz nach Hendrik Hoppenstedt (CDU, 34,8 Prozent) und Caren Marks (SPD, 27 Prozent). Ebenfalls wurde Aggelidis im Ortsverband der FDP Neustadt am Rübenberge zum stellvertretenden Vorsitzenden gewählt.
Im 19. Deutschen Bundestag war er senioren- und familienpolitischer Sprecher der FDP-Bundestagsfraktion, sowie ordentliches Mitglied im Ausschuss für Familie, Senioren, Frauen und Jugend, im Ausschuss für Umwelt, Naturschutz und nukleare Sicherheit und im Unterausschuss "Bürgerschaftliches Engagement". Ferner war er Mitglied im Kuratorium der Bundeszentrale für politische Bildung sowie Vorsitzender des Bundesfachausschusses Familie der FDP. Aggelidis war stellvertretender Vorsitzender der Deutsch-Griechischen Parlamentariergruppe.
Bei der Wahl zum 20. Deutschen Bundestag erreichte er mit 7,3 % der Erststimmen nur den fünften Platz im Wahlkreis Hannover Land I und gewann damit nicht das Direktmandat. Auch der 28. Listenplatz auf der Niedersächsischen Landesliste der FDP reichte nicht für einen Wiedereinzug in den Bundestag.

### Positionen
Familienpolitik
Aggelidis hat das Kinderchancengeld der Freien Demokraten entwickelt. Mit dem Kinderchancengeld sollen kindesbezogene familienpolitische Leistungen gebündelt und digital über das Kinderchancenportal zugänglich gemacht werden, so dass Familien direkt und unkompliziert darauf zugreifen können. Der Schwerpunkt liegt dabei auf Bildung und Teilhabe.
Senioren
Als seniorenpolitischer Sprecher der FDP-Bundestagsfraktion beschäftigt sich Aggelidis mit allen seniorenpolitischen Fragen. Wichtig ist ihm dabei, Seniorenpolitik auch fern von Pflege und Altersarmut zu betrachten. Im Bundestag hat er sich für ein Ende des Missbrauchs bei Vorsorgevollmachten starkgemacht.
Entlastung für das Ehrenamt
Als eine wichtige Aufgabe seiner Tätigkeit sieht Aggelidis die Entlastung des Ehrenamtes an. Die vielen ehrenamtlich Tätigen in Deutschland werden zunehmend durch Auflagen und Bürokratie belastet. Deshalb hat der FDP-Politiker die Entwicklung und Einführung eines Engagement- und Ehrenamtschecks beantragt, mit der künftige Gesetze und Maßnahmen auf ihre Auswirkungen auf das Ehrenamt überprüft werden sollen.

## Mitgliedschaften
Aggelidis ist/war Mitglied in folgenden Vereinen und Organisationen:
- FC Wacker von 1912 Neustadt a. Rbg., 1. Vorsitzender[16]
- Jugendförderverein (JFV) Neustädter Land (bis 2021)
- Rotary Club Nienburg/Neustadt am Rübenberge
- Fördermitglied Freiwillige Feuerwehr Evensen (bis 2022)
- Freundeskreis Deutsches Heer
- Freundeskreis Panzergrenadierbataillon N33 Neustadt
- Verein zur Pflege internationale Beziehungen Neustadt am Rübenberge
- Förderverein Parktheater Iserlohn